# Wünschendorf/Elster
Wünschendorf/Elster – dzielnica (Ortsteil) miasta Berga-Wünschendorf w Niemczech, w kraju związkowym Turyngia, w powiecie Greiz. Do 31 grudnia 2023 samodzielna gmina, siedziba wspólnoty administracyjnej Wünschendorf/Elster od 1 stycznia 2012. Następnego dnia po połączeniu z miastem Berga/Elster utworzyła nowe miasto Berga-Wünschendorf, stając się tym samym jego dzielnicą.

## Współpraca
Miejscowość partnerska:
- Taunusstein, Hesja